# Кризис на Земле-X
«Кризис на Земле-X» (англ. Crisis on Earth-X) — четвёртый ежегодный кроссовер между супергеройскими проектами американского канала The CW «Супергёрл», «Стрела», «Флэш» и «Легенды завтрашнего дня». Состоит из 4 частей, которые были показаны 27 и 28 ноября 2017 года. Сюжет вращается вокруг свадьбы Барри Аллена и Айрис Уэст, на которую приглашены все их друзья и которая оказывается сорвана из-за вторжения их двойников с Земли-X.
Название и основной синопсис эпизода были раскрыты в сентябре 2017 года с началом производства эпизодов, составляющих данный кроссовер; также раскрылось, что в событиях «Кризиса на Земле-X» примут участие персонажи предстоящего анимационного веб-сериала «Борцы за свободу: Луч», которых на экране воплотят те же актёры, которые примут участие в его озвучивании.

## Синопсис
Барри Аллен готовится к свадьбе со своей невестой Айрис Уэст и приглашает на неё команду Стрелы, Легенд и Супергёрл. Церемония оказывается сорванной из-за внезапного вторжения армии нацистов с Земли-X, возглавляемой Чёрной стрелой, Овергёрл (злыми двойниками Оливера Куина и Кары Денверс) и старым врагом Флеша Эобардом Тоуном. Для борьбы с ними супергерои Земли-1 должны объединить усилия друг с другом, Гражданином Холодом(двойником-супергероем Леонарда Снарта с Земли-X) и Рэем Террилом, также известным как Луч.

## Актёры и персонажи
| Актёр                   | Персонаж № 1                           | Серия       | Серия     | Серия     | Серия                     |
| Актёр                   | Персонаж № 1                           | «Супергёрл» | «Стрела»  | «Флэш»    | «Легенды завтрашнего дня» |
| ----------------------- | -------------------------------------- | ----------- | --------- | --------- | ------------------------- |
| Мелисса Бенойст         | Кара Зор-Эл / Кара Денверс / Супергёрл | Регулярно   | Гость     | Гость     | Гость                     |
| Мелисса Бенойст         | Кара Зор-Эл X / Овергёрл               | Гость       | Гость     | Гость     | Гость                     |
| Мехкад Брукс            | Джеймс Олсен-X / Страж                 | Регулярно   |           |           |                           |
| Кайлер Ли               | Алекс Денверс                          | Регулярно   | Гость     | Гость     | Гость                     |
| Джереми Джордан         | Уинн Шот                               | Регулярно   |           |           |                           |
| Джереми Джордан         | генерал Уинн Шот X                     |             |           | Гость     |                           |
| Кэти Макграт            | Лена Лютор                             | Регулярно   |           |           |                           |
| Одетт Эннэбл            | Саманта Эриас / Рейн                   | Регулярно   |           |           |                           |
| Крис Вуд                | Мон-Эл                                 | Регулярно   |           |           |                           |
| Дэвид Хэрвуд            | Дж’онн Дж’онзз / Марсианский охотник   | Регулярно   |           |           |                           |
| Стивен Амелл            | Оливер Куин / Зелёная стрела           | Гость       | Регулярно | Гость     | Гость                     |
| Стивен Амелл            | Оливер Куин X / Чёрная стрела          | Гость       | Гость     | Гость     | Гость                     |
| Эмили Бетт Рикардс      | Фелисити Смоук                         | Гость       | Регулярно | Гость     | Гость                     |
| Эмили Бетт Рикардс      | Фелисити Смоук X                       |             |           | Гость     |                           |
| Грант Гастин            | Барри Аллен / Флэш                     | Гость       | Гость     | Регулярно | Гость                     |
| Кэндис Паттон           | Айрис Уэст                             | Гость       | Гость     | Регулярно | Гость                     |
| Даниэль Панабэйкер      | Кейтлин Сноу / Убийца Мороз            | Гость       | Гость     | Регулярно | Гость                     |
| Карлос Вальдес          | Циско Рамон / Вайб                     | Гость       |           | Регулярно | Гость                     |
| Кинан Лонсдейл          | Уолли Уэст / Кид-Флэш                  | Гость       |           | Регулярно |                           |
| Том Кавана              | Харрисон «Харри» Уэллс                 | Гость       | Гость     | Регулярно | Гость                     |
| Том Кавана              | Эобард Тоун / Обратный Флэш            | Гость       | Гость     | Гость     | Гость                     |
| Джесси Л. Мартин        | Джо Уэст                               | Гость       |           | Регулярно |                           |
| Виктор Гарбер           | Мартин Штайн / Огненный Шторм          | Гость       | Гость     | Гость     | Регулярно                 |
| Кейти Лотц              | Сара Лэнс / Белая канарейка            | Гость       | Гость     | Гость     | Регулярно                 |
| Франц Драмех            | Джефферсон Джексон / Огненный Шторм    | Гость       | Гость     | Гость     | Регулярно                 |
| Доминик Перселл         | Мик Рори / Тепловая волна              | Гость       | Гость     |           | Регулярно                 |
| Кристина Брукато        | Лили Штайн                             | Гость       |           |           | Гость                     |
| Изабелла Хофман         | Кларисса Штайн                         | Гость       |           |           | Гость                     |
| Дэвид Рэмси             | Джон Диггл                             |             | Регулярно |           | Гость                     |
| Уилла Холланд           | Тея Куин                               |             | Регулярно |           |                           |
| Эчо Келлум              | Кёртис Холт / Мистер Террифик          |             | Регулярно |           | Гость                     |
| Рик Гонсалес            | Рене Рамирес / Дикий пёс               |             | Регулярно |           | Гость                     |
| Джулиана Харкави        | Дина Дрейк / Чёрная канарейка          |             | Регулярно | Гость     | Гость                     |
| Кэти Кэссиди            | Лорел Лэнс / Чёрная сирена             |             | Регулярно |           |                           |
| Пол Блэкторн            | Квентин Лэнс                           |             | Регулярно |           |                           |
| Пол Блэкторн            | штурмбаннфюрер Квентин Лэнс X          |             |           | Гость     |                           |
| Рассел Тови             | Рэй Террил / Луч                       |             |           | Гость     | Гость                     |
| Уэнтуорт Миллер         | Лео-X / Гражданин Холод                |             |           | Гость     | Гость                     |
| Брэндон Рут             | Рэй Палмер / Атом                      |             |           |           | Регулярно                 |
| Эми Пембертон           | Гидеон                                 |             |           |           | Регулярно                 |
| Мэйси Ричардсон-Селлерс | Амайя Дживи / Виксен                   |             |           |           | Регулярно                 |
| Тала Эш                 | Зари Адрианна Томас                    |             |           |           | Регулярно                 |
| Ник Зано                | Нейт Хейвуд / Сталь                    |             |           |           | Регулярно                 |

1. 1 2 3 4 5 6 7  Актёр указан в титрах, но не появляется в серии
2. ↑  Актёр не указан в титрах, не появляется в серии

### Приглашённые персонажи
- В сериях «Стрелы», «Флэша» и «Легенд завтрашнего дня» в качестве приглашённого персонажа появился Металло. Во «Флэше» также можно было увидеть Красного торнадо[7], а в «Супергёрл» — Короля акул и Доминатора.

#### «Супергёрл»
- Джессика Паркер Кеннеди в роли официантки на свадьбе[8][9]
- Даниэль Николет в роли Сесиль Хортон[4]
- Патрик Сабонгуй в роли капитана Дэвида Сингха[англ.][4]
- Уильям Кэтт в роли священника

#### «Стрела»
- Колин Доннел в роли Прометея с Земли-X[10]

#### Легенды завтрашнего дня
- Сюзанна Томпсон озвучила ИИ временного корабля Wellenreiter[11]

## Производство

### Развитие идеи
Официальные кроссоверы между супергеройскими проектами канала The CW имели место начиная с телесезона 2013-14 гг., когда во втором сезоне телесериала «Стрела» впервые появился Барри Аллен, главный герой находящегося на тот момент в производстве телесериала «Флэш». Через год восьмые эпизоды третьего сезона «Стрелы» и первого сезона «Флэша» стали двумя частями кроссовера, получившего название «Флэш против Стрелы». В телесезоне 2014-15 гг. восьмые эпизоды этих сериалов вновь были объединены в кроссовер, целью которого было задать основу для нового проекта — «Легенд завтрашнего дня». В ноябре 2016 года вышла уже трилогия кроссоверов, события которой объединяли восьмые эпизоды «Стрелы» и «Флэша» и седьмой — «Легенд завтрашнего дня», а также частично затронули сериал «Супергёрл». Кроме того, в рамках «Супергёрл» и «Флэша» вышли эпизоды «Лучшие в мирах» и «Дуэт» соответственно, которые также являются официальными кроссоверами. В январе 2015 года президент The CW объявил о том, что они намерены выпускать кроссоверы, объединяющие восьмые эпизоды супергеройских проектов, каждый год.
О планах на новый кроссовер было объявлено в декабре 2016 года, когда Венди Мерикл сказала, что «хотите верьте, хотите нет, но мы уже имеем представление о том, чему мы хотим посвятить новый кроссовер. Это просто умопомрачительная вещь!». К февралю 2017 года был составлен план по созданию кроссовера из четырёх частей и, поскольку все сериалы получили новый сезон месяцем ранее, создатели стали искать пути по его реализации. По словам Эндрю Крайсберга: «Самое главное, что мы выучили [после „Герои объединяются“] и что облегчило нам жизни при съёмках „Вторжения!“, это что нужно начинать всё в дни закрытий шоу. Единственной трудностью является поиск актёров, поскольку шоу всё ещё продолжается. И вы по сути жонглируете четырьмя различными проектами». В мае Педовиц подтвердил, что «Чёрная молния» не станет частью нового кроссовера, поскольку сериал на момент составления плана не являлся частью Вселенной Стрелы.
В сентябре 2017 года стало известно, что кроссовер получил название «Кризис на Земле-X». Синопсис показал, что в нём также появятся Рэй Террил / Луч и другие Борцы за свободу, которые являются персонажами анимационного веб-сериала «Борцы за свободу: Луч». Расселл Тови, озвучивший Луча в мультсериале, также появится в образе своего персонажа в кроссовере.

### Написание сценария
В июне 2017 года Марк Гуггенхайм отметил, что инопланетную угрозу из «Вторжения!» будет трудно превзойти, поэтому основной упор в сценарии делается на «увеличение эмоциональности». Через месяц Мерикл добавила, что кроссовер будет «очень сильно погружён во Вселенную DC». В августе 2017 года во время пресс-тура Ассоциации телевизионных критиков Марк Педовиц раскрыл, что в кроссовере будет романтическая линия, а Грег Берланти добавил: «Способ, который мы избрали, заключается в том, чтобы показать ещё более личную жизненную ситуацию, чем ранее. Там будет очень много таких жизненных ситуаций». В сентябре 2017 года гуггенхайм и Крайсберг признались, что «Кризис на Земле-X» создавался, чтобы «вспомнить ежегодные кроссоверы между Лигой справедливости и Обществом справедливости, на которых мы выросли и ждали точно также, как в детстве». Рассказ для всех частей кроссовера был написан Крайсбергом и Гуггенхаймом. Роберт Ровнер и Джессика Квеллер адаптировали первую часть его для «Супергёрл», Венди Мерикл и Бен Соколовски — вторую часть для «Стрелы», Тодд Хелбинг написал телесценарий для третьей части, запланированной в качестве серии «Флэша», а Фил Клемер и Кето Шимидзу — для четвёртой, которая выйдет в рамках «Легенд завтрашнего дня».

### Съёмки
Съёмки всех четырёх частей «Кризиса на Земле-X» стартовали 22 сентября 2017 года. Режиссёрское кресло эпизода «Супергёрл» занял Ларри Тенг, остальные эпизоды поставят Дермотт Даунс, Джеймс Бемфорд и Грегори Смит.

### Музыка
Блэйк Нили, основной композитор всех четырёх сериалов, отправился в Глендейл (Калифорния), где провёл восемь дней в студии звукозаписи The Bridge Recording Studio, в итоге записав два с половиной часа оригинального звукового материала.

## Показ
Первые две части кроссовера были показаны 27 ноября 2017 года в рамках сериалов «Супергёрл» и «Стрела», а оставшиеся две — на следующий день в рамках «Флэша» и «Легенд завтрашнего дня». Так как обычно эпизоды «Стрелы» транслируются в четверг в 20:00 по североамериканскому восточному времени, показ очередной серии специально для кроссовера перенесли на понедельник в 21:00. По словам Педовица, это позволит показать весь «Кризис на Земле-Х» всего за два вечера подряд, в отличие от «Вторжения!», на которое ушло фактически четыре вечера. Также он добавил, что «будет лучше и сложнее с точки зрения повествования, рассказать эту историю в виде двухсерийного, двухчасового телефильма». Как отметил Гуггенхайм, создатели «действительно подходили к этой тетралогии кроссоверов как к двум двухчасовым фильмам. В данном случае эпизоду „Супергёрл“ не обязательно нужно выглядеть как остальные эпизоды „Супергёрл“, а эпизоду „Стрелы“ — как остальные эпизоды „Стрелы“, как у нас было раньше».

### Маркетинг
Художник комиксов Фил Хименес нарисовал рекламный постер, который оформил в стиле выпуска Justice League #207 (октябрь 1982), который стал двадцатым по счёту кроссовером между сериями о Лиге справедливости и Обществе справедливости. В ноябре 2017 года вышло несколько промо-трейлеров к серии кроссоверов, 20 ноября в сервисе YouTube, на официальном канале The CW, вышел полноценный трейлер «Кризиса на Земле-X».